# Ка д'Арчене (Бергамо)
Ка д'Арчене је насеље у Италији у округу Бергамо, региону Ломбардија.
Према процени из 2011. у насељу је живело 39 становника. Насеље се налази на надморској висини од 152 м.